# Yahatahigashi, Kitakyūshū
Yahatahigashi (八幡東区 (Bát Phiên Đông khu) Yahatahigashi-ku) là quận thuộc thành phố Kitakyūshū, tỉnh Fukuoka, Nhật Bản. Tính đến ngày 1 tháng 10 năm 2020, dân số ước tính của quận là 64.792 người và mật độ dân số là 1.800 người/km2. Tổng diện tích của quận là 36,26 km2.